# Варпаховка
Варпа́ховка — село в Чугуевском муниципальном районе Приморского края России.

## География
Село находится на правом берегу реки Уссури, около впадения в неё реки Павловка, на автотрассе Осиновка — Рудная Пристань, на расстоянии 29 км (по прямой) к северо-востоку от села Чугуевка, административного центра района.
Между сёлами Варпаховка и Уборка — перекрёсток на Кокшаровку, автомобильная дорога идёт до города Дальнереченск, выход на трассу «Уссури».

## История
Село основано в 1903 году. Названо по фамилии братьев землемеров А. и В. Варпаховских.

## Население
| 2002 | 2006 | 2010 |
| ---- | ---- | ---- |
| 188  | ↘164 | ↘120 |

## Улицы
| - ул. Заречная, - ул. Набережная, - ул. Советская, | - пер. Молодежный, - пер. Переселенческий, - пер. Школьный. |